# Onthophagus azusae
Onthophagus azusae är en skalbaggsart som beskrevs av Teruo Ochi och Masahiro Kon 2006. Onthophagus azusae ingår i släktet Onthophagus och familjen bladhorningar. Inga underarter finns listade i Catalogue of Life.